# Rita Renoir
Rita Renoir (París, 19 de gener de 1938 - París, 4 de maig de 2016), és una actriu de cinema i teatre francesa. Als anys 70 realitzava estriptis al Crazy Horse Saloon i era coneguda pel renom Tragédienne du strip-tease.
Seguidament va debutar en teatre amb peces de René de Obaldia, Eurípides, Antonioni i Bourgeade.

## Teatre
- 1965: Du vent dans les branches de sassafras, de René de Obaldia, direc. de René Dupuy. Rolo: Miriam, una prostituta coneguda com a Petite-Coup-Sûr[3]
- 1967: Le Désir attrapé par la queue, de Pablo Picasso, Festival de la lliure expressió, Saint-Tropez (paper alternat amb Bernadette Lafont)
- 1973: Et moi qui dirai tout i Le Diable, texts ideats i realitzats per a Rita Renoir i Jean-Pierre Georges, Théâtre de Plaisance, París[4]

## Filmografia

### Actriu
- Les compagnes de la nuit, dir. de Ralph Habib (1953)
- Le Sicilien, dir. de Pierre Chevalier (1958)
- Commandant X (1962) - Sèrie tv
- Mondo di notte numero 3, dir. de Gianni Proia (1963)
- Dragées au poivre, dir. de Jacques Baratier (1963)
- Ni figue ni raisin (1964) - Sèrie tv
- Il deserto rosso, dir. de Michelangelo Antonioni (1964)
- Chappaqua, regia di Conrad Rooks (1966)
- Fantomas contra Scotland Yard, dir. d'André Hunebelle (1967)
- [Cannabis, dir. de Pierre Koralnik (1970)
- Le Futur aux trousses, dir. de Dolores Grassian (1975)
- Sois belle et tais-toi, dir. de Delphine Seyrig (1981)
- L'Ange, dir. de Patrick Bokanowski (1982)
- Lire c'est vivre: Élie Faure, Vélasquez et les Ménines, dir. de Philippe Bordier (1984) - Film tv

### Coreografia
- Le Pacha, dir. de Georges Lautner, (1968)